# Physalis lassa
Physalis lassa är en potatisväxtart som beskrevs av Standley och Steyerm. Physalis lassa ingår i släktet lyktörter, och familjen potatisväxter. Inga underarter finns listade i Catalogue of Life.